# Carlo Mazzantini
Carlo Mazzantini (Reconquista, Argentina, 1895 - Torí, Itàlia, 1971) va ser un filòsof i professor universitari argentí, que va desenvolupar tota la seva carrera a Itàlia. Va ensenyar a Càller, Gènova i després a Torí. Seguidor de Martin Heidegger, va dedicar extensos estudis sobre la relació entre Benedetto Croce i Giovanni Gentile. Va ser membre corresponent, des de 1953, de la "Acadèmia de Ciències de Torí".

## Principals obres
- L'esperança en la immortalitat, Torí, Paravia, 1923.
- La lluita per l'evidència. Els estudis de la metafísica i l'epistemologia, Roma, Studium, 1929.
- El problema de les veritats necessàries i una síntesi a priori de Kant, Torí, Edizioni de L'erma, 1935.
- Filosofia perenne i personalitat filosòfica, Padova, Cedam, 1942.
- El Temps. Estudi filosòfic, Com, I. Cavalleri, 1942.
- La filosofia a filosofar humà. Història del pensament antic, Torí; Roma, Marietti, 1949.
- Filosofia i història de la filosofia, Firenze, [s.n.], 1955.
- El problema filosòfic del lliure albir en les controvèrsies teològiques del segle xiii, Torí, S. Gheroni, 1962
- La filosofia d'Escoto Eriúgena G., historia curs de filosofia medieval, Torí, Tirrenia, 1964.
- L'ètica de Kant i Schopenhauer, Torí, Tirrenia, 1965.
- El temps i quatre assajos sobre Heidegger, Parma, Studium Parmense, 1969.